# Norman Johnson
Norman Woodason Johnson (12 de novembre de 1930 – 13 de juliol de 2017) va ser un matemàtic al Wheaton College de Norton (Massachusetts).